# Cantonul Contres
Cantonul Contres este un canton din arondismentul Blois, departamentul Loir-et-Cher, regiunea Centru, Franța.

## Comune
- Candé-sur-Beuvron
- Cheverny
- Chitenay
- Contres (reședință)
- Cormeray
- Cour-Cheverny
- Feings
- Fougères-sur-Bièvre
- Fresnes
- Monthou-sur-Bièvre
- Les Montils
- Oisly
- Ouchamps
- Sambin
- Sassay
- Seur
- Valaire